# Jevanský potok
Jevanský potok je potok ve Středočeském kraji, pravostranný přítok řeky Sázavy, který se do ní vlévá na jejím 48,5 říčním kilometru. Délka toku činí 20,9 km. Plocha povodí měří 76,1 km².

## Průběh toku

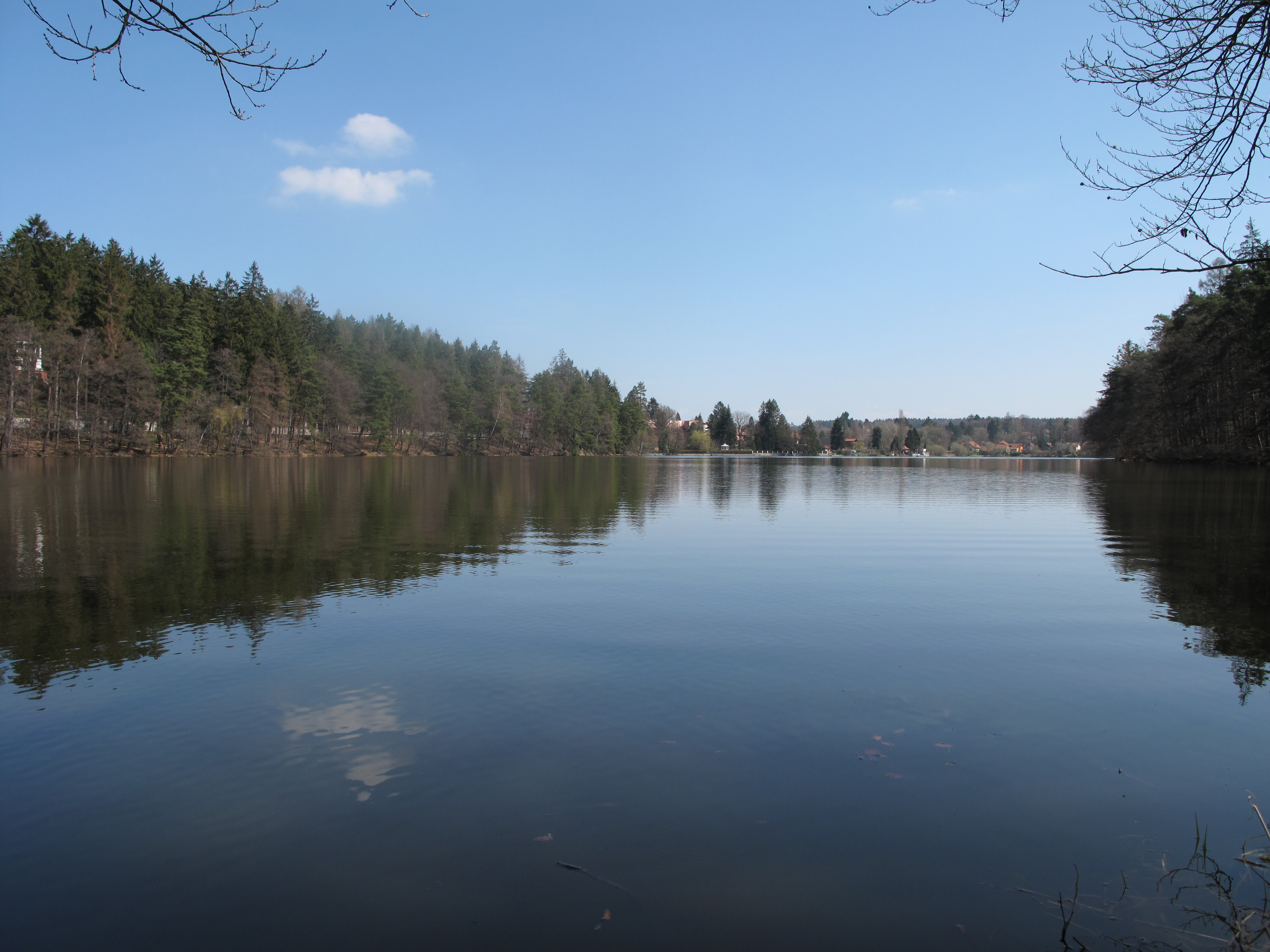
Jevanský rybník

Jevanský potok pramení ve Svojeticích v nadmořské výšce 480 m. Teče převážně jižním až jihovýchodním směrem. Na horním toku mezi Louňovicemi a Jevany napájí soustavu rybníků, které se nazývají Požár, Louňovický rybník, Pařez, Vyžlovský rybník, Ján, Švýcar a Jevanský rybník. 
Na pravém břehu potoka v blízkosti Jevan se nachází Národní přírodní rezervace Voděradské bučiny. Na dolním toku protéká Stříbrnou Skalicí, pod níž v nadmořské výšce 284 m ústí zprava do Sázavy.

### Větší přítoky

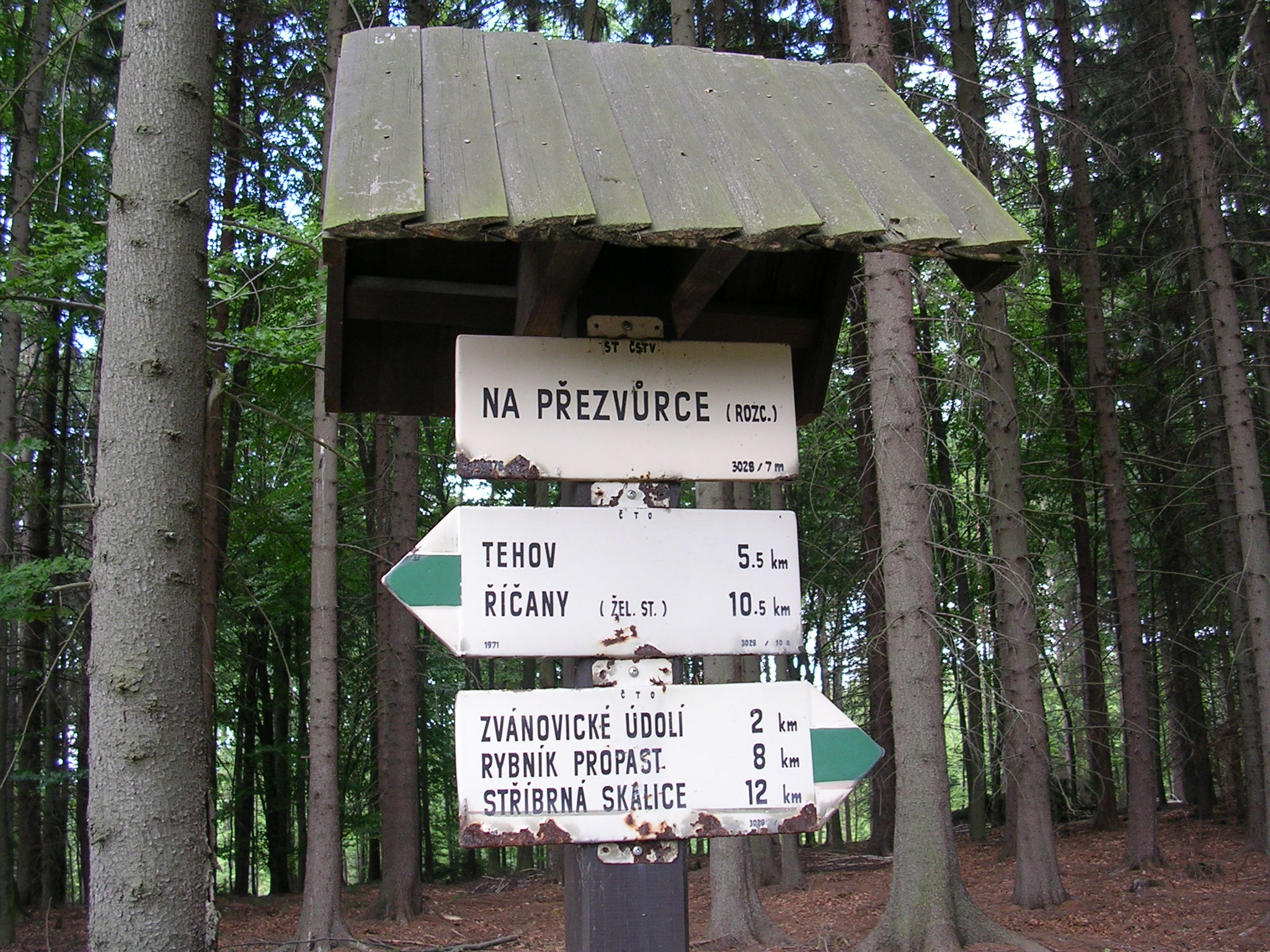
Turistické značení severovýchodně od Struhařova

- Louňovický potok je pravostranný přítok Jevanského potoka, který pramení při jihovýchodním okraji Svojetic v nadmořské výšce okolo 490 m. Potok proudí převážně severním směrem při západním okraji lesa rozprostírajícího se západně od Voděradských bučin. Převážná část toku teče na rozhraní katastrů Svojetic, Srbína (obec Mukařov) a Louňovic. Do Jevanského potoka (rybník Požár) se vlévá v Mukařově, na 17,9 říčním kilometru,[1] v nadmořské výšce okolo 415 m. Délka Louňovického potoka činí 2,9 km.[1]
- Bohumilský potok (hčp 1-09-03-1070) je levostranný přítok, jehož délka činí 4,9 km[3] a plocha povodí měří 8,3 km².[2] Potok pramení severně od Bohumilské Hájovny, která se nachází v oblasti mezi Jevany a Kostelcem nad Černými lesy, v nadmořské výšce okolo 400 m. Na horním toku směřuje jihovýchodním směrem. Mezi třetím a čtvrtým říčním kilometrem se obrací na jihozápad a vtéká do Aldašínského lesa, kde přijímá řadu pravostranných přítoků. Na středním toku protéká hlubším údolím podél hranic obory Aldašín. Do Jevanského potoka se vlévá na jeho 9,9 říčním kilometru, západně od Konojed, v nadmořské výšce okolo 335 m.
- Zvánovický potok (hčp 1-09-03-1090) je pravostranný přítok Jevanského potoka na 6,0 říčním kilometru.[4] Potok pramení na východním okraji Struhařova v nadmořské výšce okolo 485 m. Po krátkém úseku, kdy protéká zastavěným územím, vtéká do lesů rozkládajících se jižně od Voděradských bučin. Na horním toku směřuje nejprve na východ, postupně se však obrací na jihovýchod a jeho údolí se prohlubuje. Střední a dolní tok sleduje zelená turistická značka. Po opuštění souvisle zalesněné oblasti, jihozápadně od Černých Voděrad, přijímá zprava Třemblatský potok. Odtud dále pokračuje na jihovýchod směrem k Hradci, kde se vlévá do Jevanského potoka v nadmořské výšce okolo 320 m. Délka Zvánovického potoka činí 7,8 km.[4] Plocha povodí měří 17,7 km².[2]
  - Třemblatský potok je pravostranný přítok Zvánovického potoka, který pramení u silnice II/113, mezi Struhařovem a Třemblaty, v nadmořské výšce okolo 470 m. Na horním a středním toku teče převážně jihovýchodním směrem. Zhruba na druhém říčním kilometru vtéká do Zvánovic, kde se stáčí více na východ. Do Zvánovického potoka se vlévá na 2,7 říčním kilometru,[5] jihozápadně od Černých Voděrad, v nadmořské výšce okolo 375 m. Délka Třemblatského potoka činí 3,8 km.[5]
- Oplanský potok (hčp 1-09-03-1110) je levostranný přítok pramenící severně od Oplan v nadmořské výšce okolo 375 m. Na horním toku protéká výše zmíněnou obcí. Jihozápadně od Oplan vtéká do hlubšího lesnatého údolí, po jehož opuštění se obrací na jih. Na dolním toku proudí podél kraje lesa k východnímu okraji Stříbrné Skalice. Zde se vlévá do Jevanského potoka na jeho 1,2 říčním kilometru v nadmořské výšce okolo 290 m.[6] Délka Oplanského potoka činí 4,6 km.[6] Plocha povodí měří 9,3 km².[2]

### Rybníky
Vodní nádrže v povodí Jevanského potoka podle rozlohy:
| název vodní nádrže | vodní tok              | rozloha (ha) | celkový objem (tis. m³) | retenční objem (tis. m³) |  |
| ------------------ | ---------------------- | ------------ | ----------------------- | ------------------------ |  |
| Vyžlovský rybník   | Jevanský potok         | 18,9         | 300,0                   | 100,0                    |  |
| Jevanský rybník    | Jevanský potok         | 17,6         | 300,0                   | 90,0                     |  |
| Propast            | boční (Jevanský potok) | 9,2          | 135,0                   | 45,0                     |  |
| Hruškov            | Jevanský potok         | 6,9          | 53,0                    | 17,5                     |  |
| Louňovický rybník  | Jevanský potok         | 6,5          | 60,0                    | 30,0                     |  |
| Ján                | Jevanský potok         | 4,3          | 56,0                    | 20,0                     |  |
| Požár              | Jevanský potok         | 3,8          | 25,0                    | 10,0                     |  |
| Pařez              | Jevanský potok         | 3,8          | 18,0                    | 10,0                     |  |
| Švýcar             | Jevanský potok         | 3,6          | 50,0                    | 19,0                     |  |

## Vodní režim

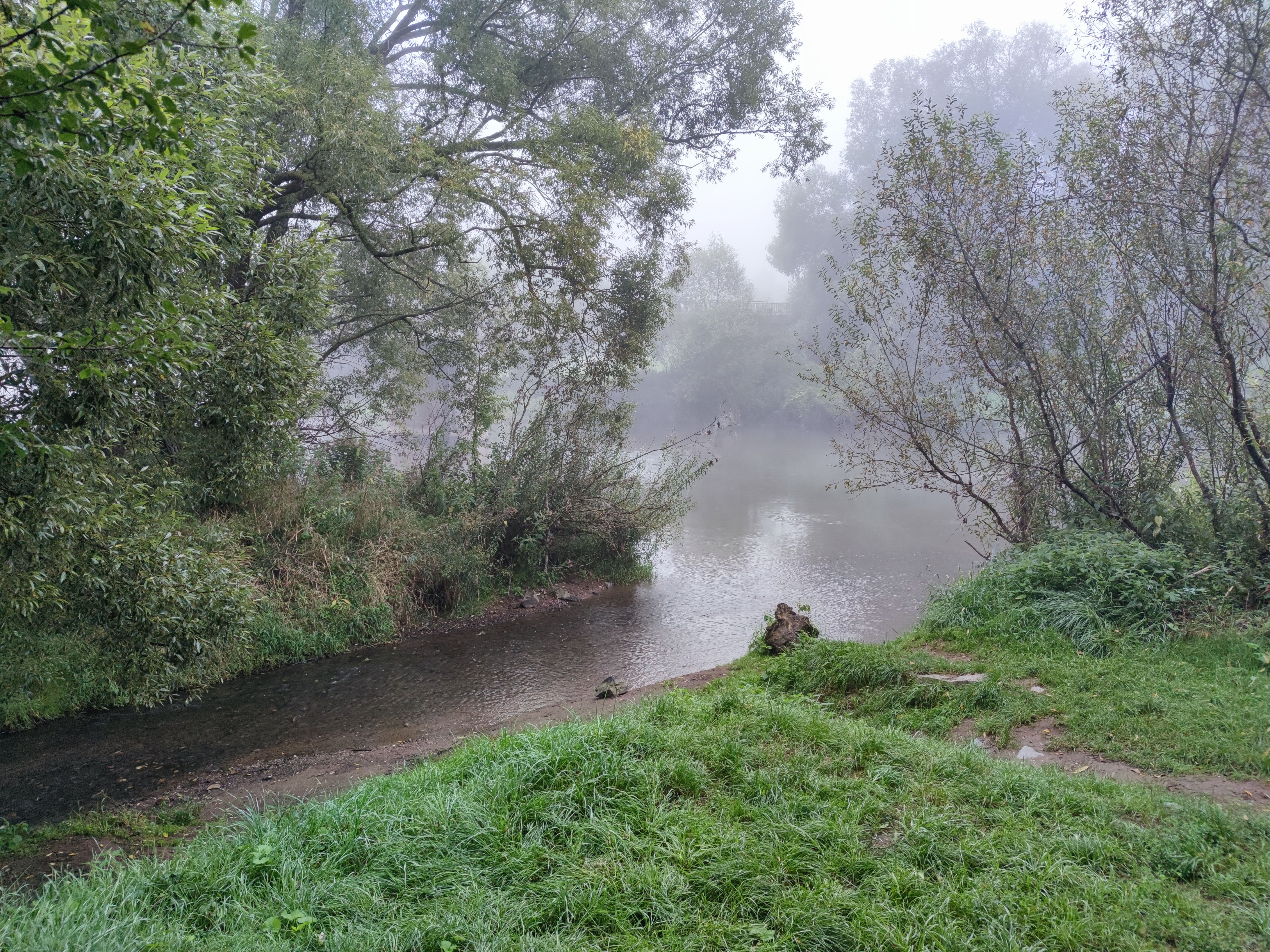
Ústí Jevanského potoka do Sázavy

Průměrný průtok Jevanského potoka u ústí činí 0,28 m³/s.
M-denní průtoky u ústí:
| M [dní]  | Q30  | Q60  | Q90  | Q120 | Q150 | Q180 | Q210 | Q240 | Q270 | Q300 | Q330 | Q355 | Q364 |
| -------- | ---- | ---- | ---- | ---- | ---- | ---- | ---- | ---- | ---- | ---- | ---- | ---- | ---- |
| Q [m³/s] | 0,63 | 0,44 | 0,35 | 0,28 | 0,24 | 0,20 | 0,17 | 0,14 | 0,11 | 0,09 | 0,07 | 0,04 | 0,02 |

## Galerie

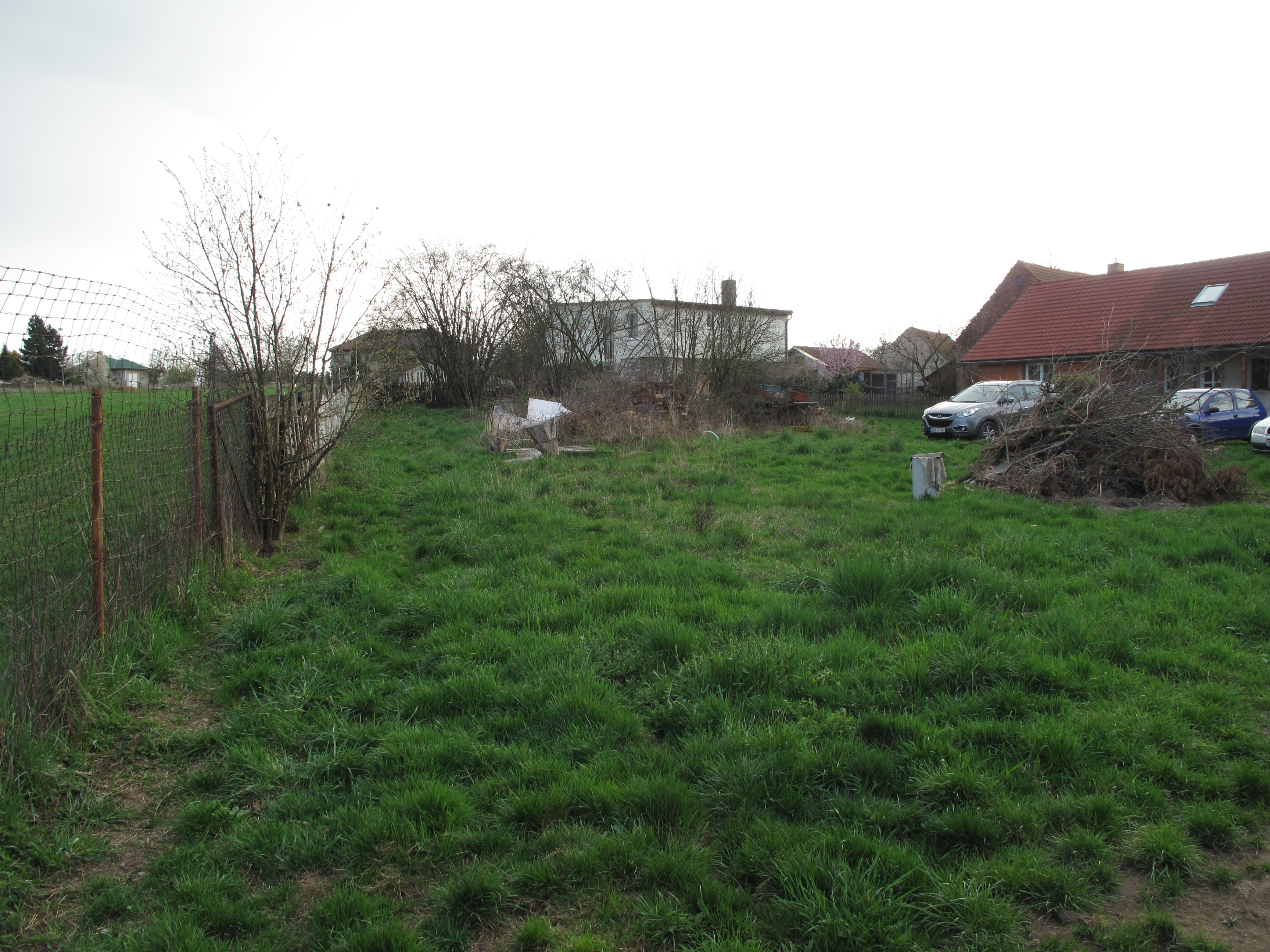
Místo pravděpodobného pramene ve Svojeticích
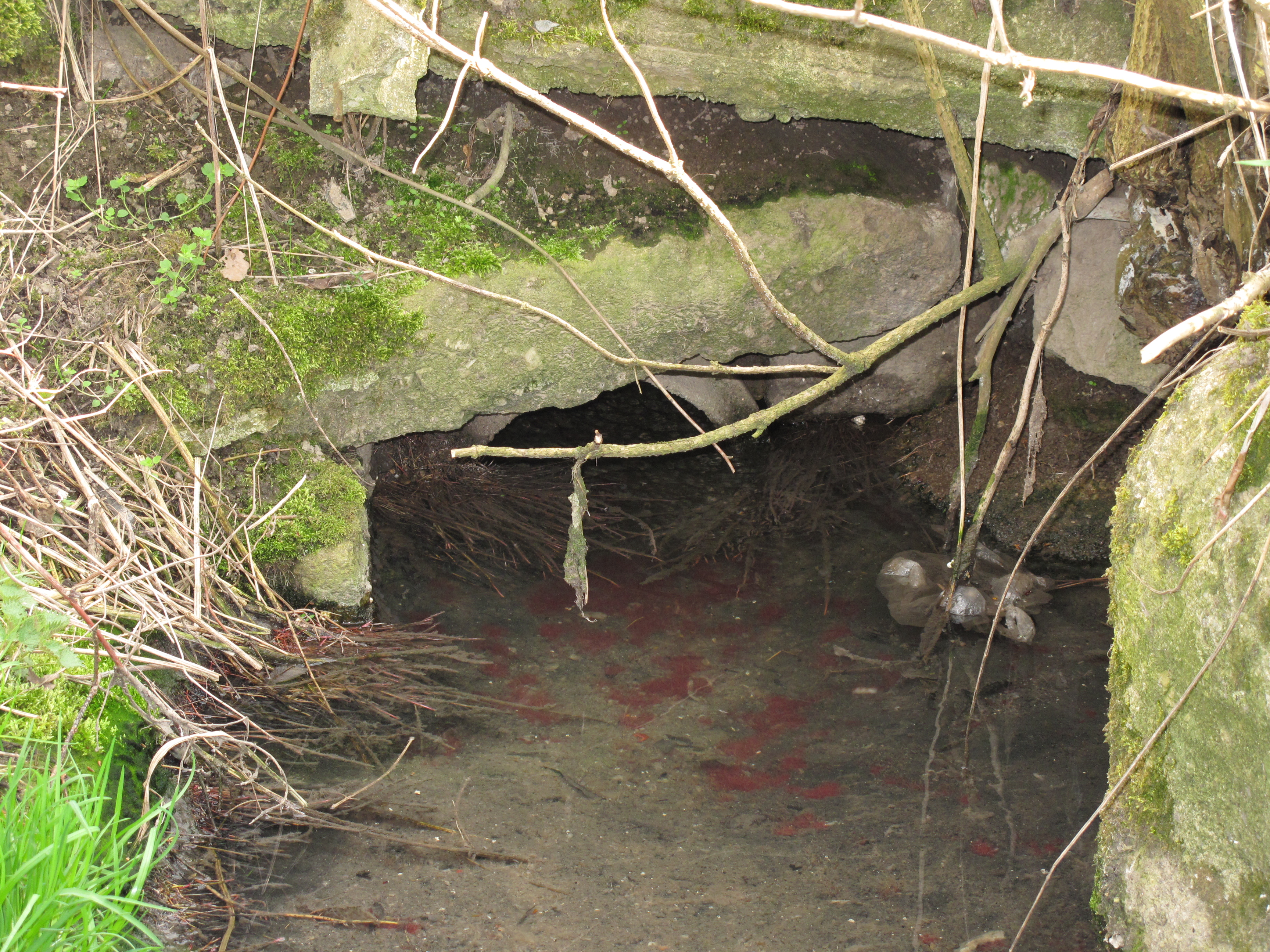
První viditelná část potoka ve Svojeticích
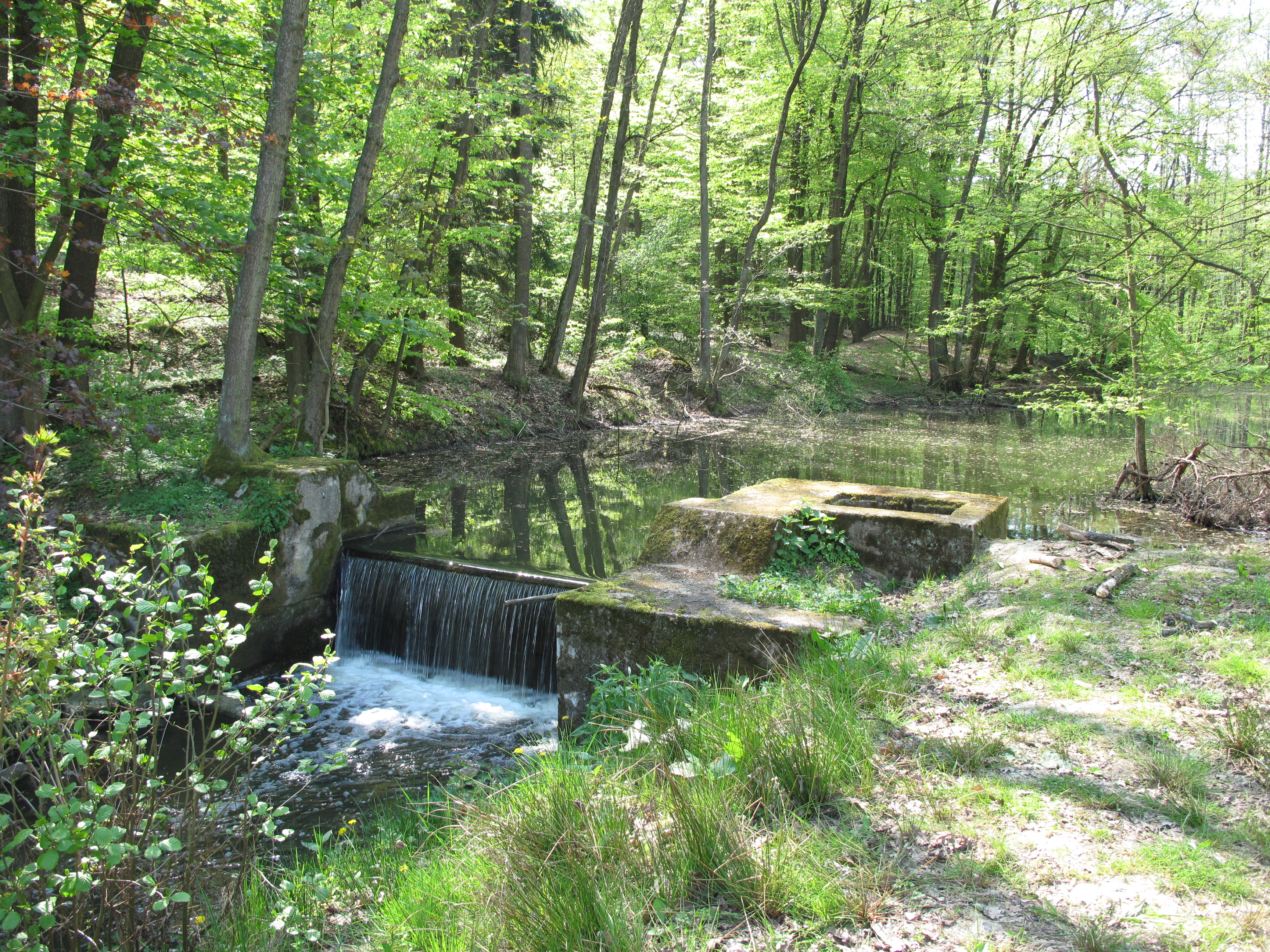
Průtok mezi kameny na jih od Jevan
- Jeden z přepadů na jih od Jevan
- Soutok se Sázavou